# Igreja de Nossa Senhora da Penha (Salvador)
A Igreja de Nossa Senhora da Penha ou Igreja de Nossa Senhora da Penha de Itapagipe e Nossa Senhora da Penha de França é uma igreja católica do século XVIII em Salvador, Bahia, Brasil. A igreja está localizada no bairro da Ribeira e foi construída em 1742 como uma extensão do Palácio de Verão dos Arcebispos da Arquidiocese de São Salvador da Bahia. A igreja fica no final da Península de Itapagipe e fica de frente para a Baía de Todos os Santos. A Igreja de Nossa Senhora da Penha foi tombada como uma estrutura histórica pelo Instituto Nacional do Patrimônio Histórico e Artístico em 1941. Seu tombamento inclui todo o seu acervo além da lógia que une a igreja com o Palácio de Verão dos Acerbispos.

## História
Foi construída em 1742 pelo arcebispo da Arquidiocese de São Salvador da Bahia, José Botelho de Matos, como uma extensão de sua casa de verão. A igreja foi deixada para a Arquidiocese após a morte de Matos em 1767. Foi usada por várias irmandades católicas entre 1813 e 1916 e depois se tornou propriedade da Arquidiocese.
Durante o período que a Igreja de Nosso Senhor do Bonfim ainda estava em construção, a Igreja de Nossa Senhora da Penha guardou a imagem de Nosso Senhor do Bonfim, vinda da cidade de Setúbal, em Portugal.

## Localização
A Igreja de Nossa Senhora da Penha está localizada no extremo norte da Península de Itapagipe e de frente para o mar. Ao contrário das igrejas no centro histórico de Salvador ou nas proximidades, ela é cercada por praias, um bairro residencial e ruas ladeadas de tamarindo.

## Estrutura
O exterior da Igreja de Nossa Senhora da Penha é em alvenaria de pedra e tijolo. A fachada é em estilo rococó e decorada com peças de azulejos com uma única torre com topo em formato de pera. O corpo principal da fachada possui um grande frontão em estilo rococó, semelhante ao da Igreja do Antigo Seminário de Belém da Cachoeira.

### Interior
O interior da igreja é típico das igrejas baianas do século XVIII, com corredores laterais, mas sem tribunas. Possui uma área interna com jardim e palmeiras imperiais.
O interior da igreja possui três altares em estilo barroco. O desenho do altar central se assemelha ao da Basílica da Imaculada Conceição e ao da Santa Casa de Misericórdia. Em seu pátio interno está a imagem de Nossa Senhora da Rosa Mística em uma cuba de vidro. O teto da nave é coberto e possui uma pintura elaborada de um artista desconhecido. A igreja e o Palácio de Verão são conectados por uma lógia. O palácio está estruturado em torno de um salão central.

## Tombamento
A Igreja de Nossa Senhora da Penha foi tombada como uma estrutura histórica pelo Instituto Nacional do Patrimônio Histórico e Artístico em 1941. A designação do patrimônio inclui a igreja e o Palácio de Verão dos Arcebispos. As estruturas foram registradas sob o livro de obras históricas, inscrição 276-T e livro de belas artes, inscrição fl 53. Ambas as diretrizes são datadas de 25 de setembro de 1941.